# Tunis-Goulette-Marsa
| TGM-Zug in La Goulette, 2001 |                      |                                    |                                    |
| Streckenlänge: | 19 km                |                                    |                                    |
| Spurweite: | 1435 mm (Normalspur) |                                    |                                    |
| Stromsystem: | 750 V =              |                                    |                                    |
| Zweigleisigkeit: | Ja                   |                                    |                                    |
| |                      |                                    |                                    |
| \| \| 0,0 \| Tunis Marine \| Tunis Marine \| \| \| 9,2 \| Le Bac \| Le Bac \| \| \| 10,1 \| La Goulette (Goulette vielle) \| La Goulette (Goulette vielle) \| \| \| 10,5 \| Nouvelle-Goulette (Goulette neuve) \| Nouvelle-Goulette (Goulette neuve) \| \| \| 11,1 \| Goulette-Casino (Le Casino) \| Goulette-Casino (Le Casino) \| \| \| 11,3 \| Canal Kheireddine \| Canal Kheireddine \| \| \| 11,6 \| Kheireddine \| Kheireddine \| \| \| 12,0 \| Aéroport \| Aéroport \| \| \| 12,6 \| Le Kram \| Le Kram \| \| \| 13,2 \| Carthage Salammbô \| Carthage Salammbô \| \| \| 13,8 \| Carthage Byrsa \| Carthage Byrsa \| \| \| 14,3 \| Carthage Dermech \| Carthage Dermech \| \| \| 14,8 \| Carthage Hannibal \| Carthage Hannibal \| \| \| 15,9 \| Carthage Présidence \| Carthage Présidence \| \| \| 16,5 \| Carthage Amilcar \| Carthage Amilcar \| \| \| 17,1 \| Sidi Bou-Saïd \| Sidi Bou-Saïd \| \| \| 17,7 \| Sidi Dhrif \| Sidi Dhrif \| \| \| 18,2 \| La Marsa Corniche \| La Marsa Corniche \| \| \| 19,0 \| La Marsa Plage \| La Marsa Plage \| |                      |                                    |                                    |
| Kopfbahnhof Streckenanfang | 0,0                  | Tunis Marine                       | Tunis Marine                       |
| Haltepunkt / Haltestelle | 9,2                  | Le Bac                             | Le Bac                             |
| Haltepunkt / Haltestelle | 10,1                 | La Goulette (Goulette vielle)      | La Goulette (Goulette vielle)      |
| Haltepunkt / Haltestelle | 10,5                 | Nouvelle-Goulette (Goulette neuve) | Nouvelle-Goulette (Goulette neuve) |
| Haltepunkt / Haltestelle | 11,1                 | Goulette-Casino (Le Casino)        | Goulette-Casino (Le Casino)        |
| Brücke über Wasserlauf | 11,3                 | Canal Kheireddine                  | Canal Kheireddine                  |
| Haltepunkt / Haltestelle | 11,6                 | Kheireddine                        | Kheireddine                        |
| Haltepunkt / Haltestelle | 12,0                 | Aéroport                           | Aéroport                           |
| Haltepunkt / Haltestelle | 12,6                 | Le Kram                            | Le Kram                            |
| Haltepunkt / Haltestelle | 13,2                 | Carthage Salammbô                  | Carthage Salammbô                  |
| Haltepunkt / Haltestelle | 13,8                 | Carthage Byrsa                     | Carthage Byrsa                     |
| Haltepunkt / Haltestelle | 14,3                 | Carthage Dermech                   | Carthage Dermech                   |
| Haltepunkt / Haltestelle | 14,8                 | Carthage Hannibal                  | Carthage Hannibal                  |
| Haltepunkt / Haltestelle | 15,9                 | Carthage Présidence                | Carthage Présidence                |
| Haltepunkt / Haltestelle | 16,5                 | Carthage Amilcar                   | Carthage Amilcar                   |
| Haltepunkt / Haltestelle | 17,1                 | Sidi Bou-Saïd                      | Sidi Bou-Saïd                      |
| Haltepunkt / Haltestelle | 17,7                 | Sidi Dhrif                         | Sidi Dhrif                         |
| Haltepunkt / Haltestelle | 18,2                 | La Marsa Corniche                  | La Marsa Corniche                  |
| Kopfbahnhof Streckenende | 19,0                 | La Marsa Plage                     | La Marsa Plage                     |

Tunis-Goulette-Marsa (TGM, früher auch T.G.M., arabisch:  تي جي أم: خط تونس-حلق الوادي-المرسى) ist die älteste Bahnstrecke in Tunesien. Die zweigleisige Normalspur-Strecke verbindet auf 19 Kilometern die Hauptstadt Tunis mit den Vororten La Goulette, Le Kram, Carthage (Karthago), Sidi Bou Saïd und La Marsa. Sie wurde am 31. August 1872 von Bey Muhammad III. al-Husain als erste Eisenbahnstrecke Tunesiens eingeweiht. TGM wird heute von der Nahverkehrsgesellschaft Transtu (Société des transports de Tunis, arabisch: شركة النقل بتونس) betrieben, die auch die Stadtbahn Tunis und den Busverkehr der Hauptstadt verantwortet.

## Streckenverlauf und Stationen
Die 1872 in Betrieb genommene Strecke führte von Tunis über El Aouina (heute Standort des Flughafens Tunis) am Nordufer des Sees von Tunis entlang zur Hafenstadt La Goulette, die einen Personen- und einen Güterbahnhof erhielt (Streckenlänge 16 km). La Marsa, traditionelle Sommerresidenz des Bey von Tunis, erhielt ab 1874 eine Anbindung, die sich in zwei Strecken gabelte: Die südliche stieß in Kheireddine auf die Strecke nach La Goulette (5 km), die nördliche führte direkt nach El Aouina (7 km), so dass sich ein ausgedehntes Gleisdreieck ergab.
Nach Eindeichung des Hafenkanals durch den See 1888–1893 konnte Tunis direkt mit La Goulette verbunden werden. Der Deich wird seit 1908 für den Schienenverkehr genutzt, gleichzeitig wurde die Strecke von Dampf- auf Elektroantrieb per Stromschiene umgestellt und erstmals als „TGM“ bezeichnet. Die Streckenführung bildete ab 1908 einen annähernden Rundkurs von Tunis (Station Casino) über den Deich nach La Goulette und weiter bis La Marsa und von dort am nördlichen Seeufer entlang bis nach Tunis-Nord.

Historische Streckenverläufe
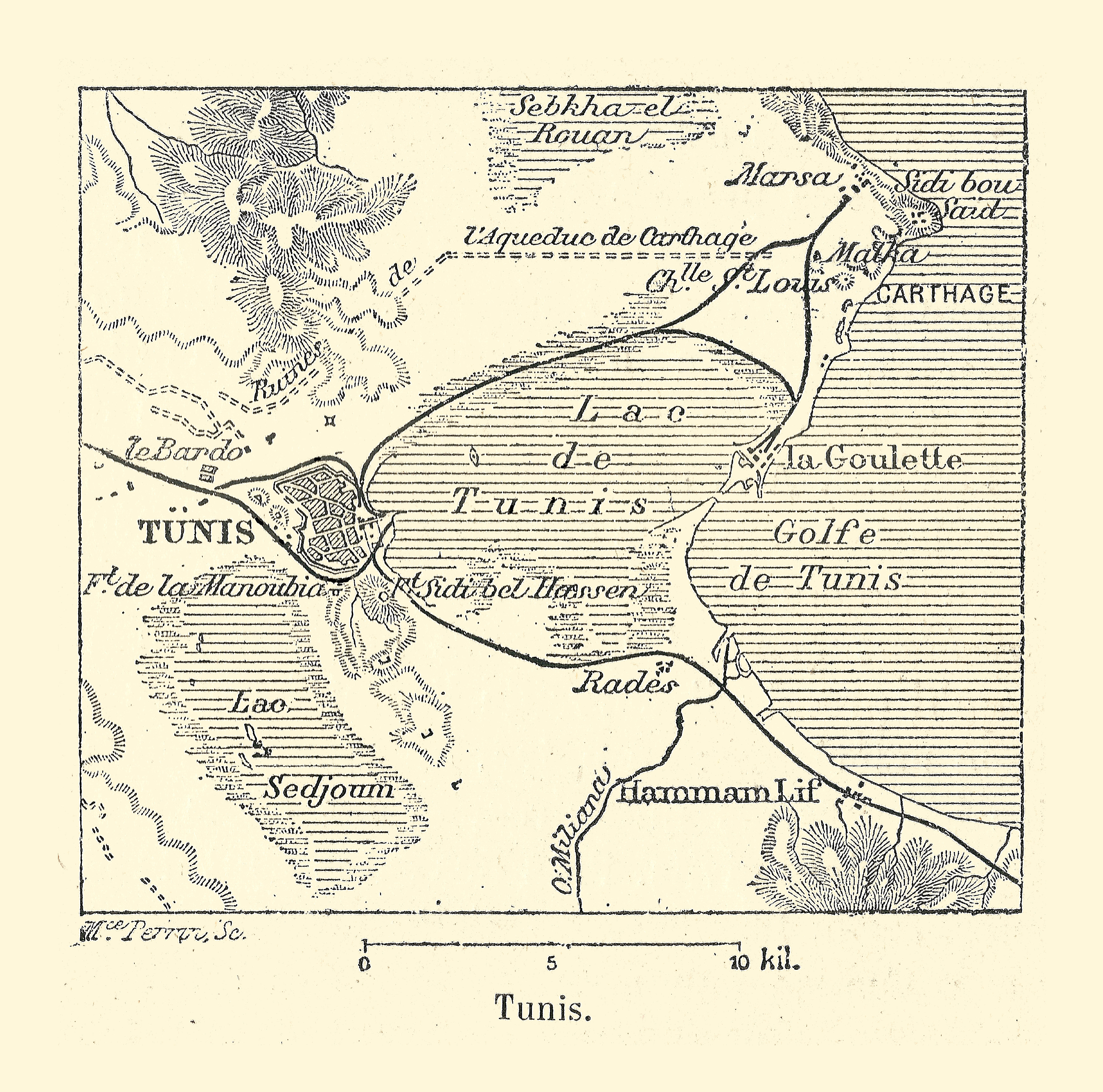
Bis 1908: Nordufer und Gleisdreieck
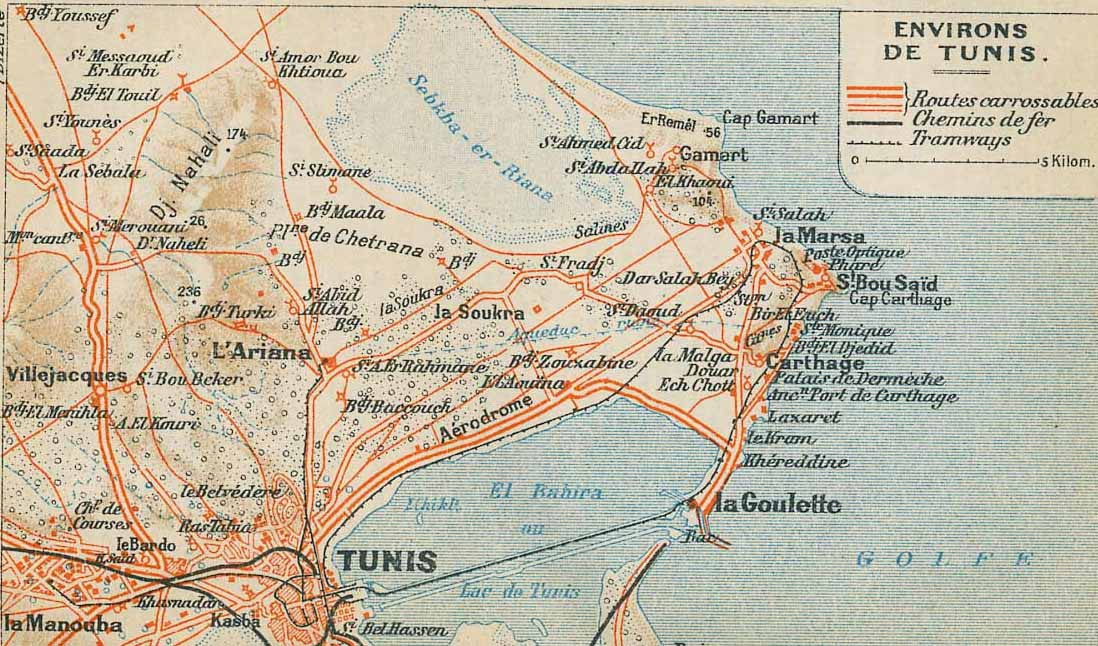
1908–1965: Tunis–Goulette–Marsa–El Aouina–Tunis
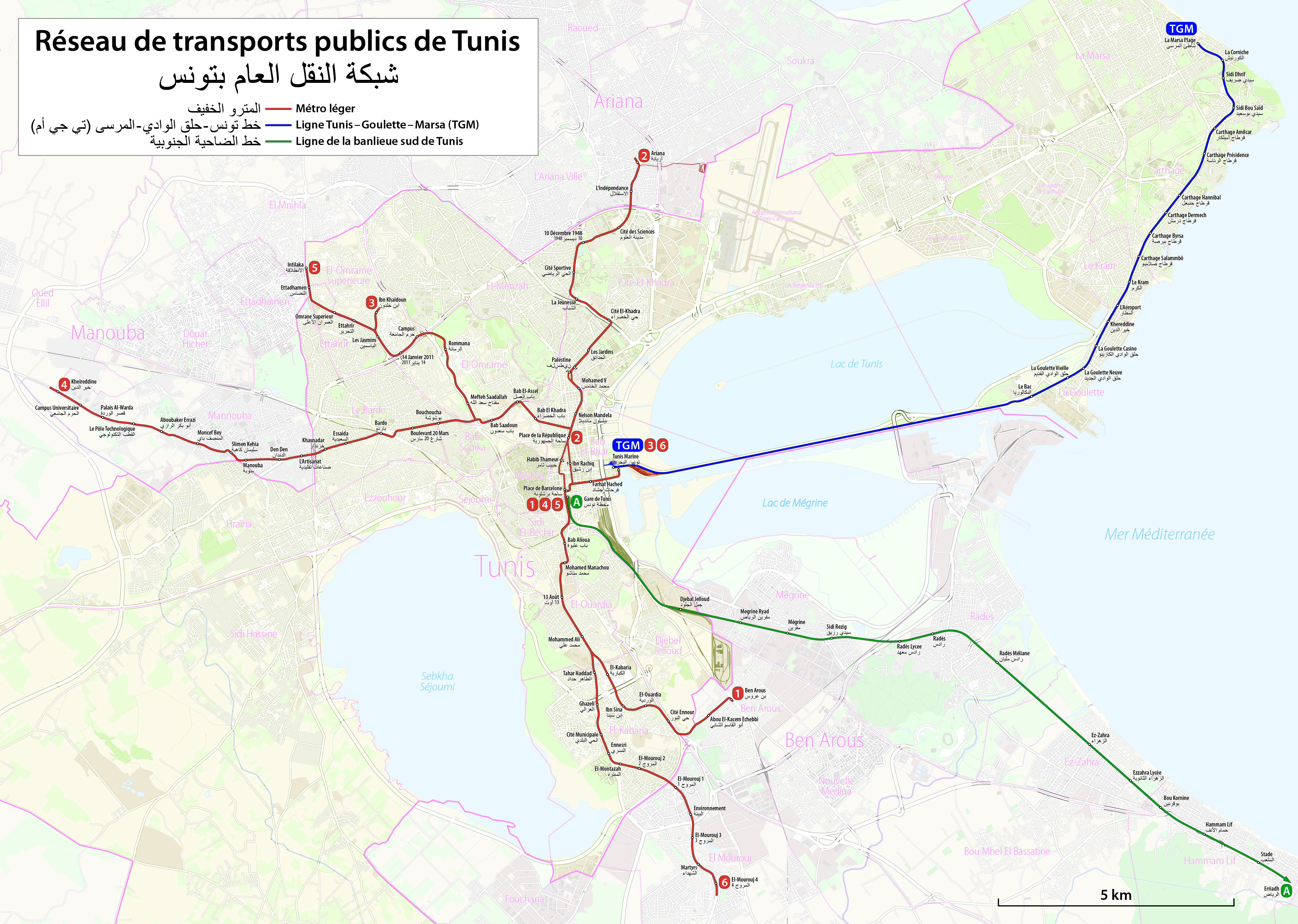
Seit 1965: Tunis–Goulette–Marsa

Die Nordstrecke wurde 1965 aufgegeben, 1975 wurde die Endstation der Südstrecke von Tunis Casino nach Tunis Marine verlegt. Die TGM ist durchgängig mit Oberleitung ausgestattet und bedient heute 18 Stationen. Auf den ersten neun Kilometern wird der See von Tunis ohne Halt überquert, danach folgen die Haltestellen im Abstand von wenigen hundert Metern. Die Stationen wurden zuletzt 2012 mit einem Budget von fast 50 Millionen Dinar saniert.

Aktueller Streckenverlauf (Beispiele)
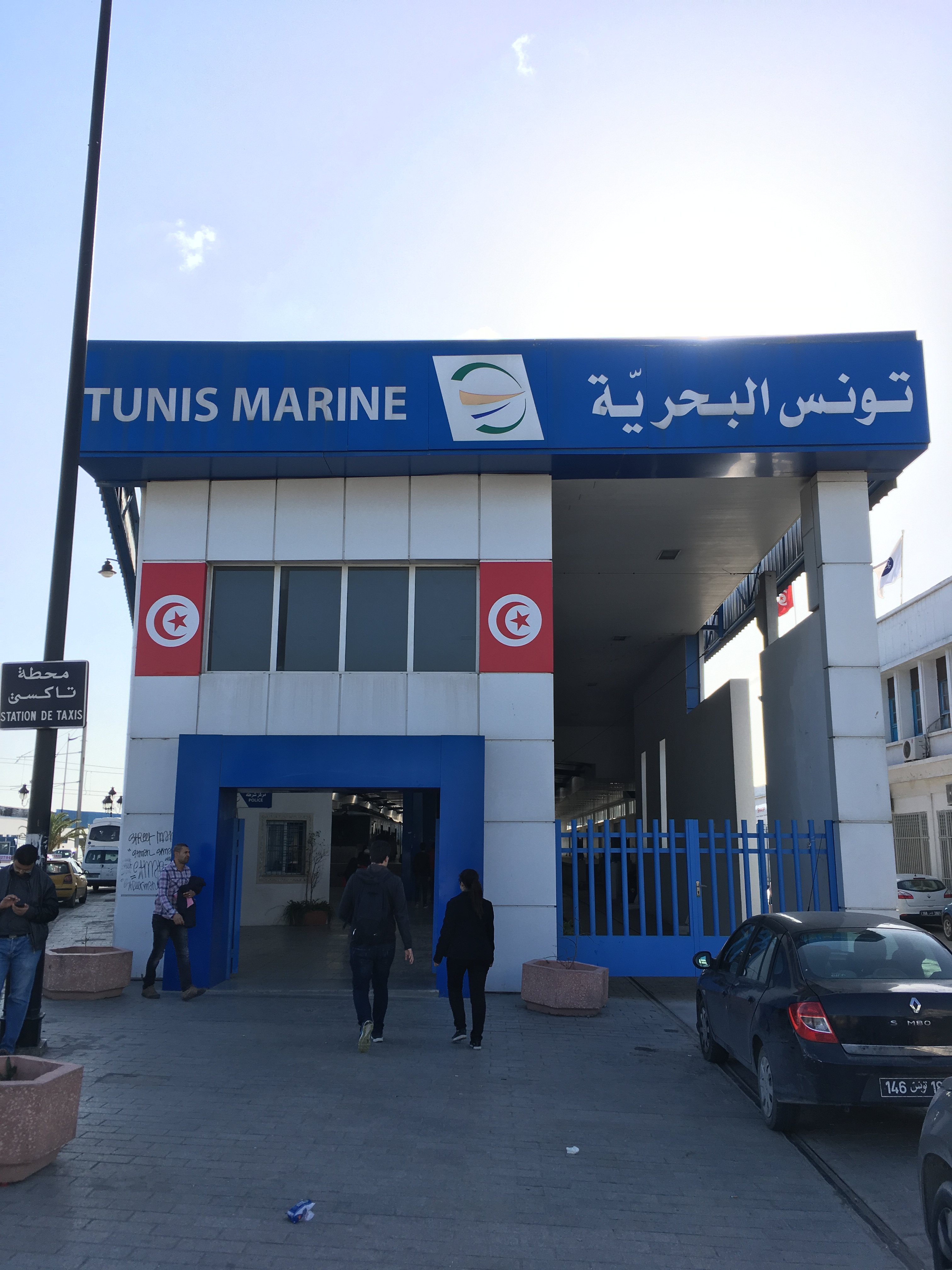
Endstation Tunis Marine
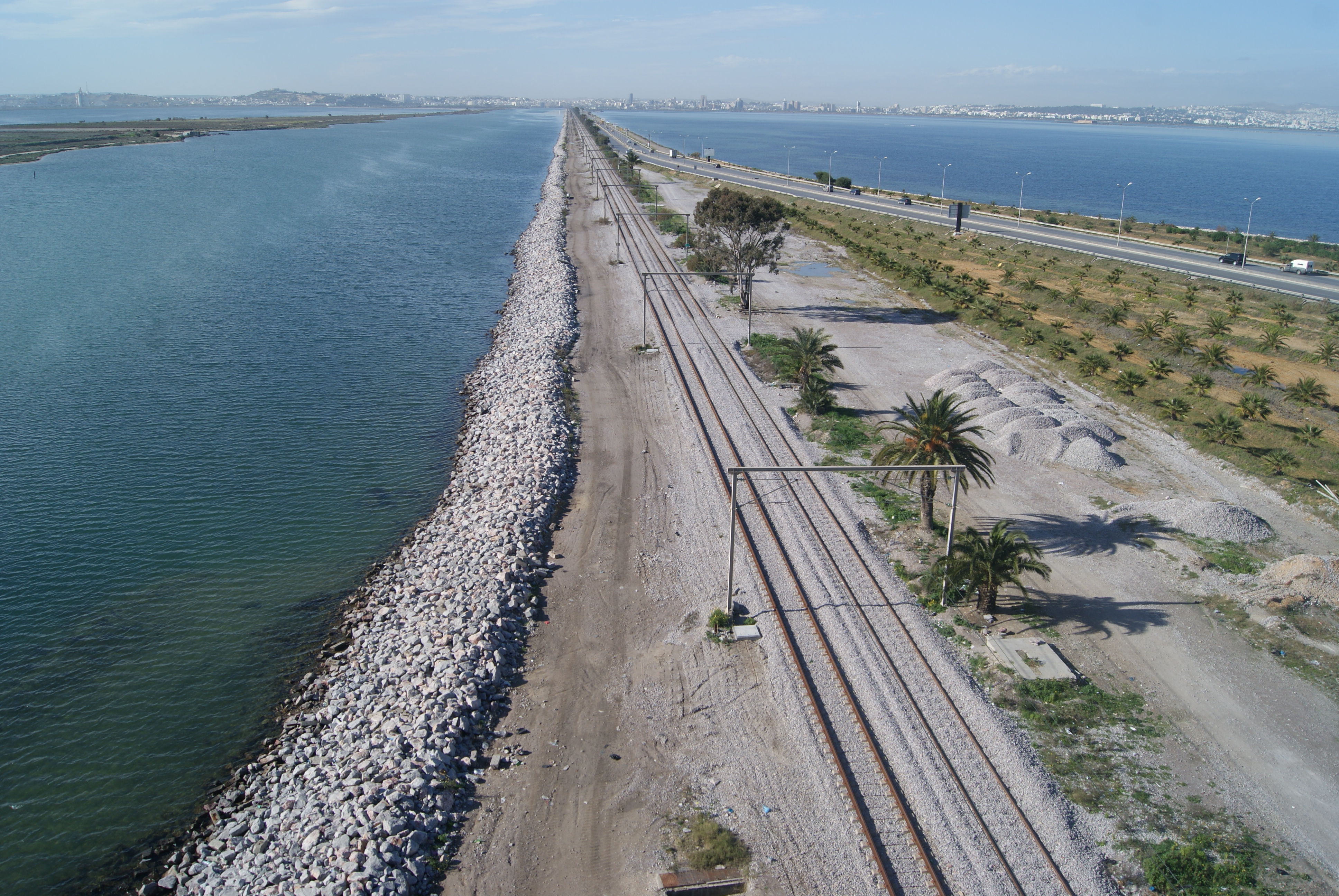
Entlang des Hafenkanals
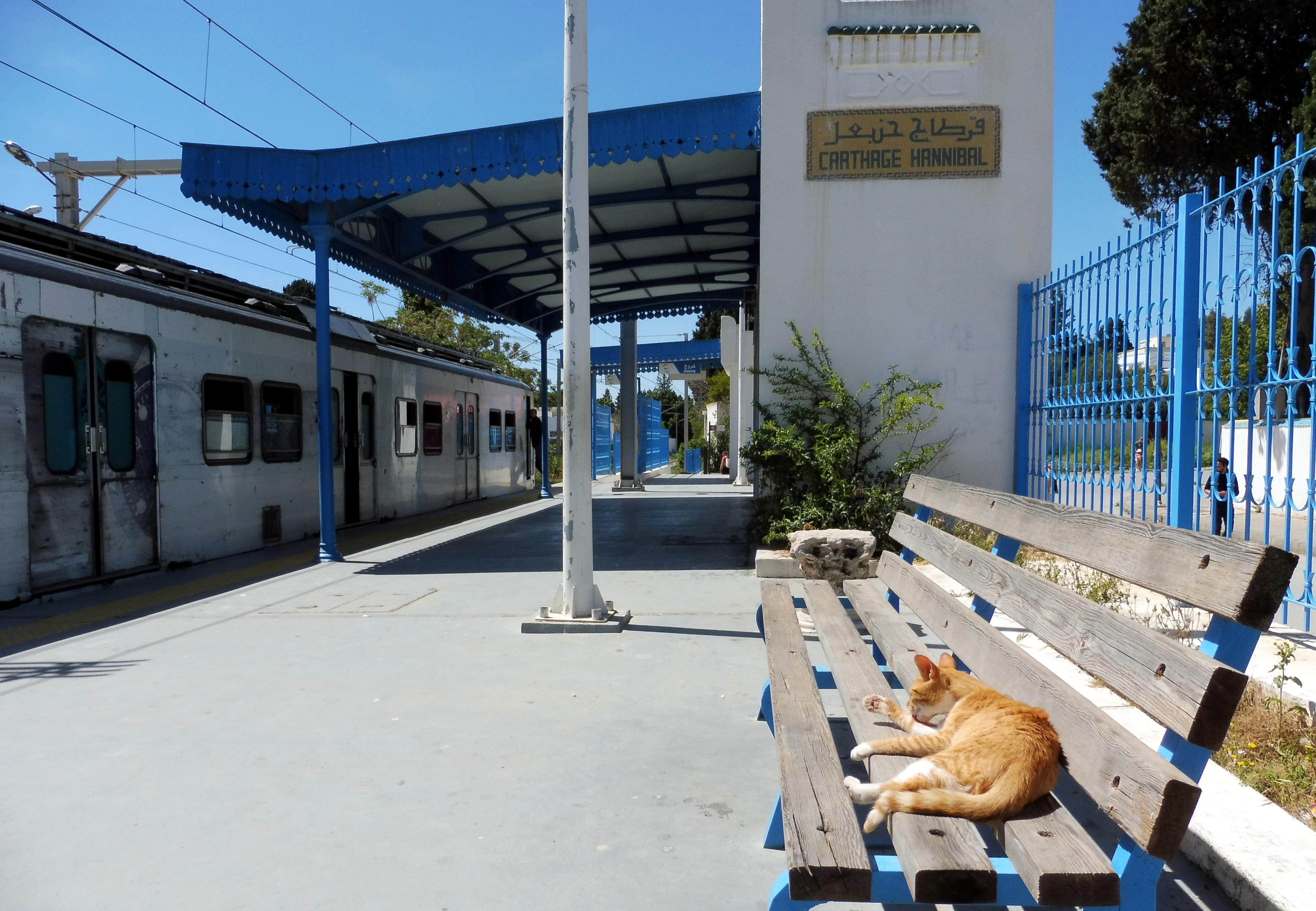
Carthage Hannibal
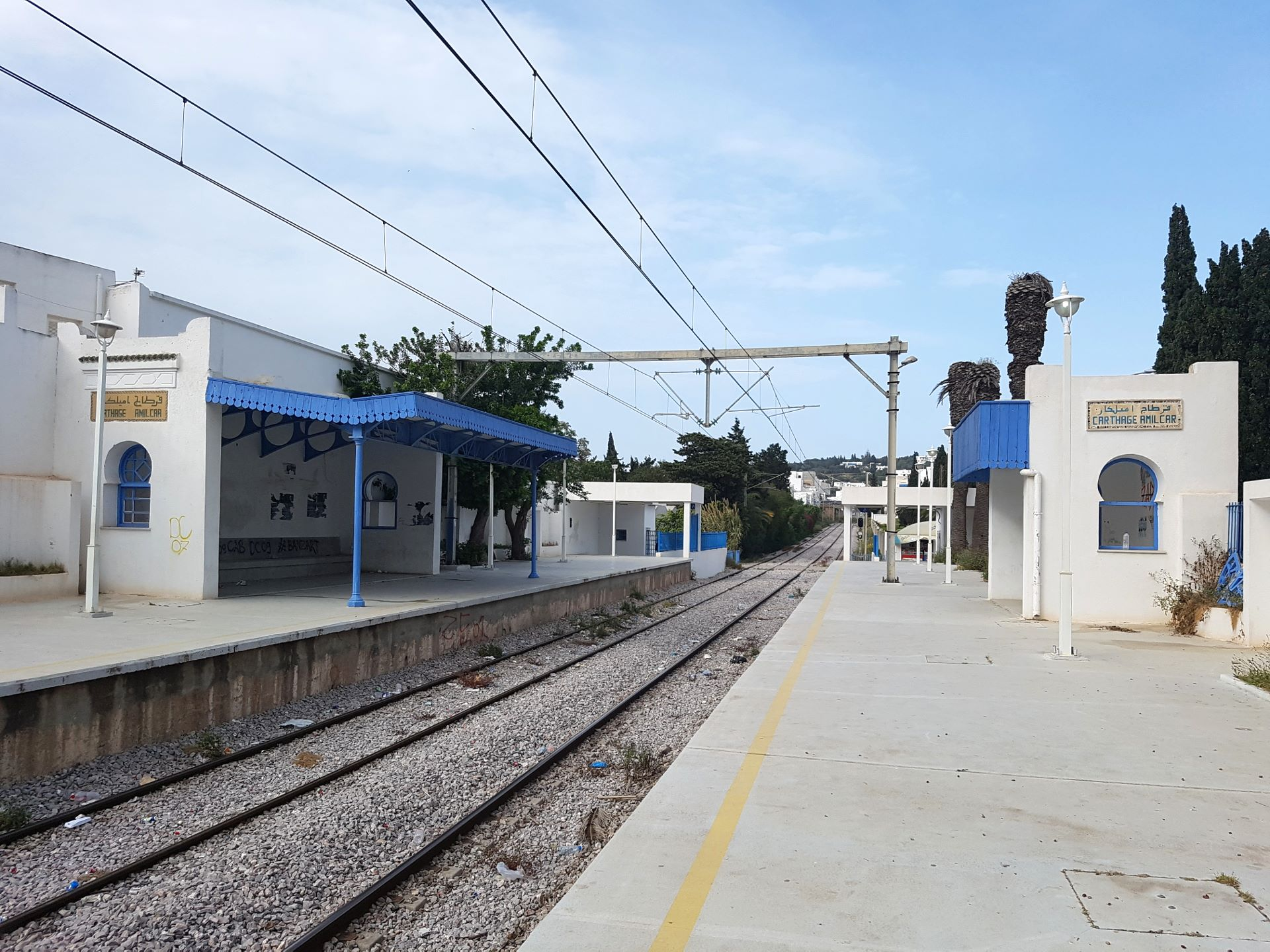
Carthage Amilcar
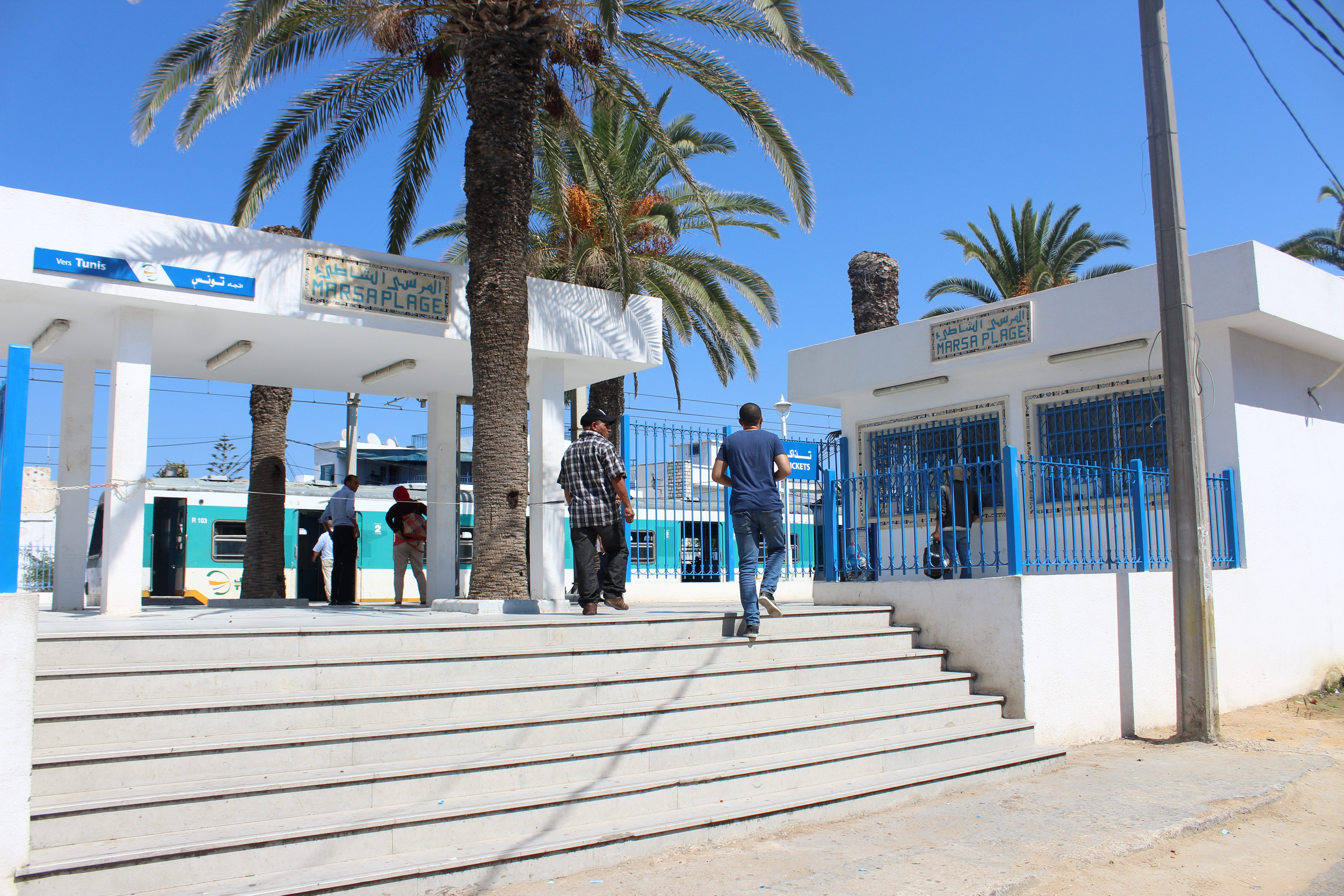
Endstation La Marsa Plage

## Züge
Die heute eingesetzten Elektrotriebwagen von MAN wurden seit September 1977 beschafft. Die Triebwagen wurden in Nürnberg montiert und enthalten Drehgestelle und Fahrmotoren, die auch in deutschen Zügen (Baureihen VT 24 und 472) verwendet wurden. Sie ersetzten den aus weißen Holzwaggons bestehenden „petit train blanc“. Für 2027 plant die Betreibergesellschaft die Anschaffung von 15 bis 18 neuen Zügen.

Historische und aktuelle TGM-Züge
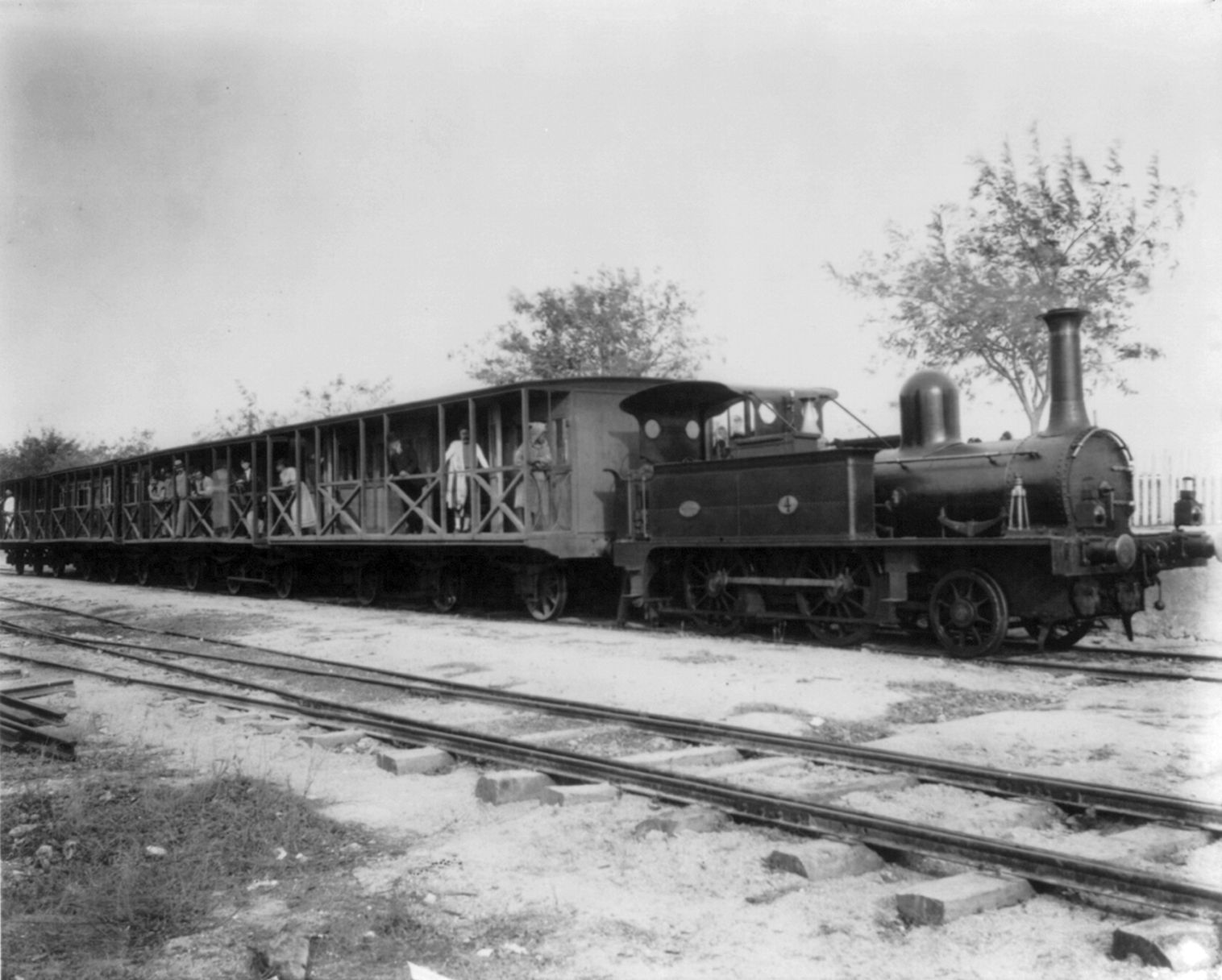
Dampfzug im Bahnhof La Marsa, 1894
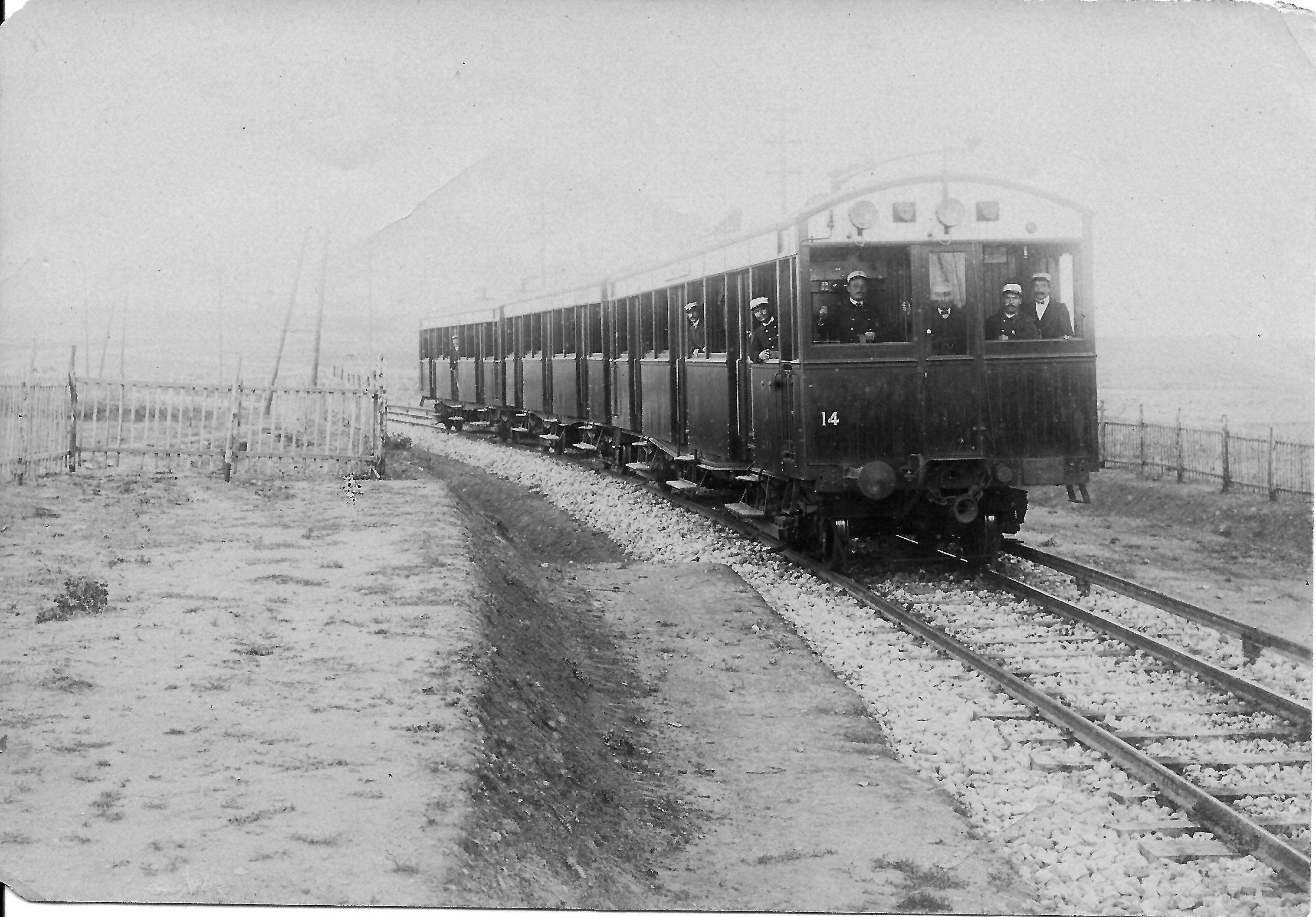
Erster Elektrotriebwagen mit Stromschiene, 1908
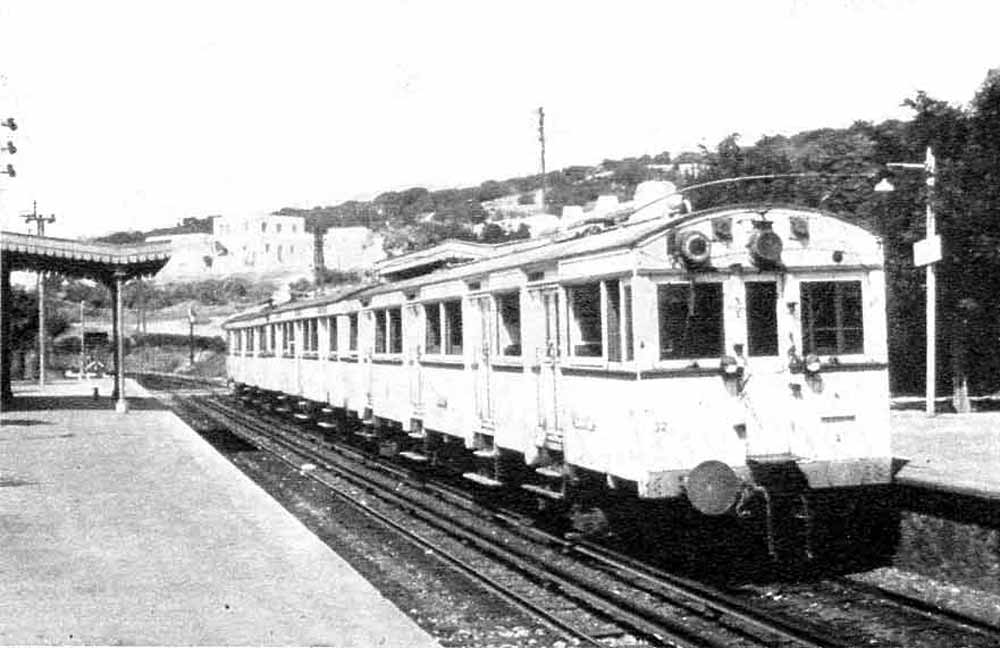
„Petit train blanc“ in Sidi Bou-Saïd, 1960
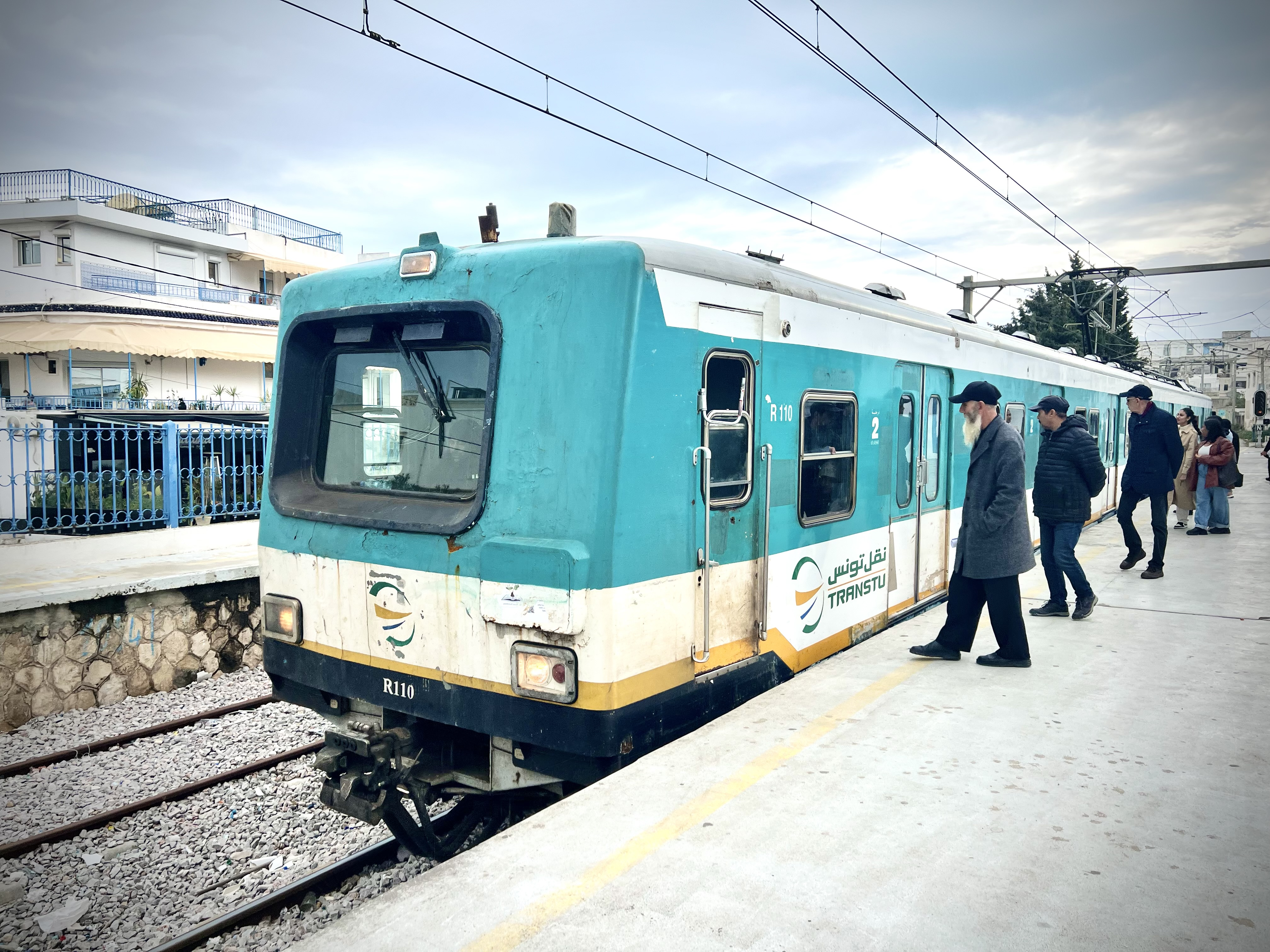
MAN-Triebwagen in La Marsa, 2024